# گلم متال
گلم متال (به انگلیسی: Glam metal) یا هِر متال (به انگلیسی: Hair metal) اصطلاحی است که برای توصیف برخی گروه‌های موسیقی هوی متال و هارد راک دههٔ ۸۰ میلادی به‌کار می‌رود.

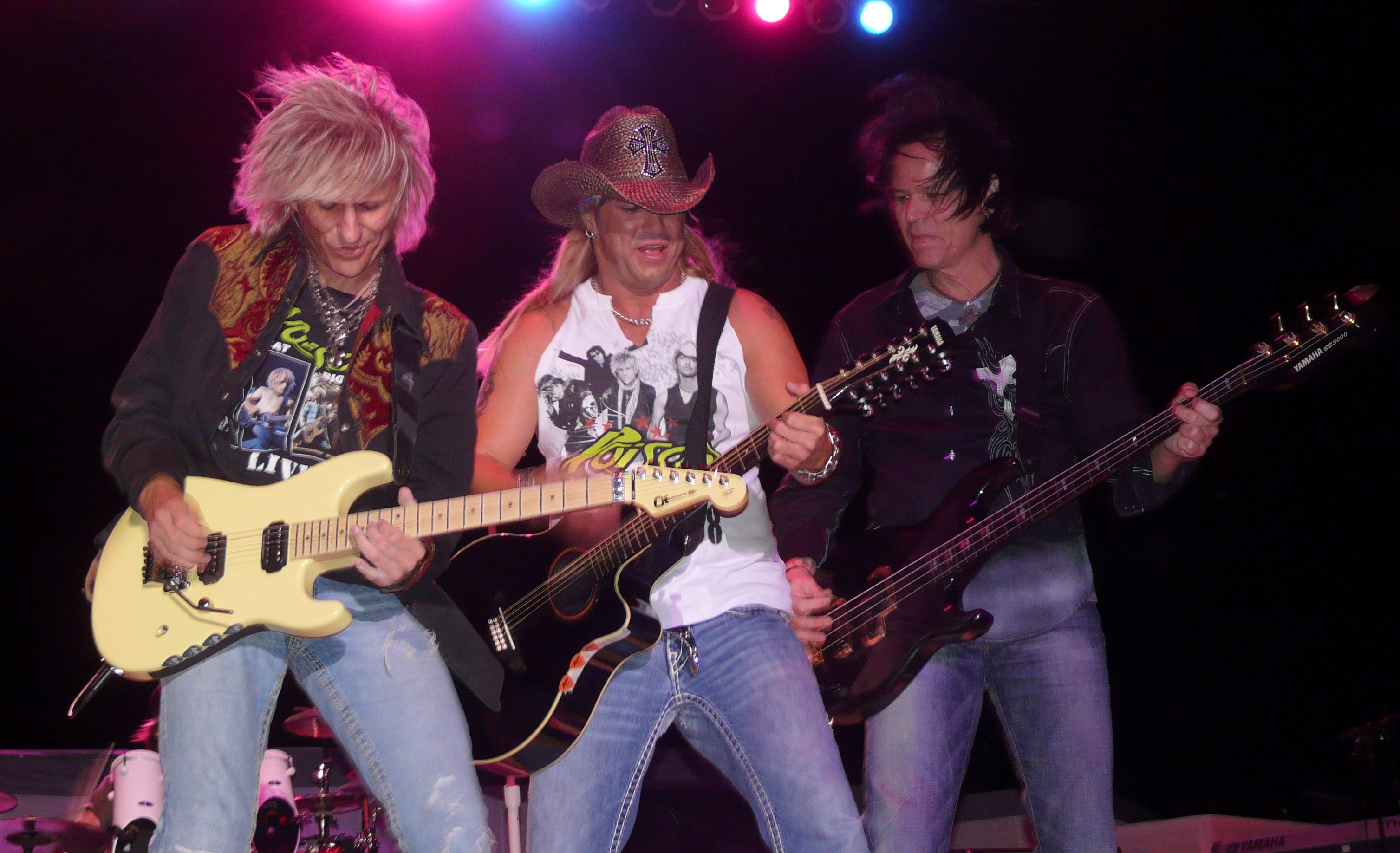
پویزن یکی از گروه‌های معروف «گلم متال» است که تا به امروز هم‌چنان فعال است.

گروه‌های گلم متال که در اواخر دههٔ ۷۰ و اوایل دههٔ ۸۰ میلادی در ایالات متحده آمریکا ظهور کردند بیشتر شهرت‌شان را مدیون دیده‌شدن تصویرشان از شبکه‌هایی مانند ام‌تی‌وی بودند. از مشخصه‌های ظاهری گروه‌های گلم متال-که غالباً بیشتر از موسیقی‌شان مورد توجه قرار می‌گرفت- لباس‌های تزئین شدهٔ زرق و برق‌دار، آرایش‌های سنگین و موهای پوش داده و بسیار بلندشان بود. از بزرگان گلم متال میتوان به گروه نامدار امریکایی ، گانز ان روزز اشاره کرد .
آن‌ها که در طول دههٔ ۱۹۸۰ تا سال‌های آغازین دههٔ ۱۹۹۰ در میان هواداران محبوبیت داشتند، ظاهر پُر زرق و برق‌شان را از گروه‌های گلم راک به عاریت گرفتند و از مشخصات موسیقی‌شان استفادهٔ فراگیر از پاور کورد بود که در موسیقی هارد راک ریشه داشت.
در سال‌های آغازین دههٔ ۹۰ میلادی و با ظهور گروه‌هایی مانند نیروانا مخاطبان متال بیشتر به موسیقی آلترنتیو و سبک‌های نوظهور مانند گرانج روی‌آوردند و گروه‌های گلم متال به سرعت از صحنه محو شدند. تعدادی از گروه‌های معروف این سبک مانند بون جووی و ماتلی کرو با تطبیق دادن خود با شرایط جدید هم‌چنان شهرت و مخاطبان‌شان را حفظ کرده‌اند اما آن‌چه که در دههٔ ۸۰ آفریدند هیچ‌گاه از خاطرهٔ هواداران محو نشد.